# برك (كحلان عفار)

تعديل مصدري - تعديل

برك هي إحدى قرى عزلة قيدان بمديرية كحلان عفار التابعة لمحافظة حجة، بلغ تعداد سكانها 687 نسمة حسب تعداد اليمن لعام 2004.